# Китсон, Харольд Остин
Харольд Остин Китсон (англ. Harold Austin Kitson, 17 июня 1874 — 30 ноября 1951) — южноафриканский теннисист, олимпийский чемпион.
Китсон выигрывал Чемпионат Южной Африки в 1905, 1908, 1911 и 1913 годах. На Олимпиаде-1912 в Стокгольме он выиграл золотую медаль в парном разряде и серебряную — в одиночном.